# Karelsprivilege
Het Karelsprivilege is een vervalste oorkonde uit het begin van de 14e eeuw, die verhaalt over de privileges die Karel de Grote zou hebben geschonken aan de Friezen onder aanvoering van Magnus Forteman. Dit als dank voor de leidende rol bij de inname van Rome, dat was bezet door oproerige burgers die de paus gevangen hielden.
De voorrechten die Karel aan de Friezen zou hebben verleend, worden geregeld genoemd in Friese juridische teksten en kronieken. Men geloofde dat het privilege de basis voor de zogenaamde Friese vrijheid (Libertas Frisonica) zou vormen. Het stuk was een uitwerking van een eerdere tekst uit de 13e eeuw, de zogenaamde Magnuskeuren. In het latijn worden deze vermeende privileges wel als Previlegii Frisiorum Caroli Magni gekenschetst.

## Vervalsing
Tegenwoordig wordt vrijwel unaniem aangenomen dat het originele privilege een vervalsing was, niet ongebruikelijk in die tijd. Destijds werd het echter in sommige gevallen als authentiek gezien. Bekend is de bevestiging en erkenning van de door Keizer Karel verleende privileges, die de (toekomstige) keizer Koenraad II. aan de stad Stavoren zou hebben gegeven. Niet alleen het origineel van omstreeks 1060 waarnaar verwezen werd, ook de bevestiging hiervan in 1123 door keizer Hendrik V is overduidelijk een latere vervalsing.
In 1248 ontvingen de Friezen van de Duitse troonpretendent Willem II van Holland een bevestiging van hun oude privileges. Acht jaar later vond hij bij een inval in West-Friesland de dood.
Friese gezanten wisten in 1417 te bereiken dat keizer Sigismund het Karelsprivilege bevestigde in ruil voor politieke steun. Deze laatste oorkonde werd samen met een ontwerpprivilege uit 1479, eeuwenlang bewaard in een Gelders Archief, waar het ontdekt werd door historicus Oebele Vries. Sinds juni 1998 zijn deze oorkondes overgedragen aan de Tresoar in Leeuwarden. Op 28 september 2017, 600 jaar na de uitvaardiging van het privilege, werd een replica van de oorkonde in het Provinciehuis van Friesland onthuld.
Het Sneker Kroniekje geloofde dat het originele Karelsprivilege in Sneek werd bewaard en bij de stadsbrand van 1457 verloren zou zijn gegaan. De edelman Jancko Douwama (ov. 1533) schrijft dat hij nog een kopie van de oorkonde zou hebben gezien.
De authenticiteit van de Friese vrijheidsprivileges werd al aan het einde van de 13e eeuw bespot door Jacob van Maerlant, die benadrukte dat het stuk "met botren gebullet" was: het zegel dat de echtheid van het stuk moest bewijzen, was volgens hem zo zacht als boter. Van Maerlant stond in dienst van Floris V van Holland die aanspraak maakte op West-Friesland en de huidige provincie Friesland.
Nadat Floris in 1289 West-Friesland had veroverd, liet hij zich in 1291 heer van Friesland noemen. De graven hadden wel enige invloed op het bestuur en spraken op verschillend plekken in Westergo recht, maar hun invloed was in de 13e eeuw sterk afgenomen en hun aanspraken werden betwist. Ook de bisschop van Utrecht maakte aanspraak op Friesland, waarna keizer Frederik I Barbarossa in 1165 een condominium instelde. Biede landsheren mochten om de vier jaar een gerechtsreis maken. Door dit systeem had de Friese adel de ruimte zich naar eigen inzicht te gedragen, net als de Zeeuwse adel in die periode. Dit werkte zo tot het tweede kwart van de 13e eeuw, waarna de Hollandse graaf de bisschop buiten spel wist te zetten. De relatie bekoelde nadat Floris V in 1289 West-Friesland veroverde.
In de Middeleeuwen werden alleen de originele, en van de originele en onbeschadigde lakzegels voorziene, documenten als rechtsgeldig beschouwd. Er waren ook vervalste oorkonden in omloop, en een goed georganiseerd archief of een tractatenblad dat als referentie kon dienen, bestond nog niet. Het in de oude literatuur wel genoemde verband tussen de Friese adelaar als heraldisch wapenfiguur en het Karelsprivilege gaat terug tot het einde van de middeleeuwen. Zoals bekend bestonden er in de tijd van Karel de Grote nog geen familie- of landswapens. In de 15e eeuw werd fungeerde de rijksadelaar als een belangrijk wapensymbool voor de provincie Friesland (zie: Wapen van Friesland).

## Voorgeschiedenis
De Franken hadden tussen 650 en 750 hun rijk aanzienlijk weten uit te breiden. Daarbij was ook een groot deel van het toenmalige Friesland veroverd. Die verovering was echter niet compleet. Het reeds veroverde deel bleef een onrustig bezit, zie de dood van Bonifatius, terwijl Friesland ten oosten van de Lauwers samen met het toenmalige Saksen zich bleef verzetten tegen de Franken.
Pas Karel de Grote slaagde er in 785 in het laatste verzet te breken door de Saksen onder leiding van Widukind te verslaan tijdens de Saksenoorlogen. Een van zijn eerste maatregelen na die overwinning was het inventariseren van het plaatselijke gewoonterecht. Voor Friesland gebeurde dat met de optekening van de Lex Frisionum. In hoeverre dit ook heeft geleid tot het opleggen van een wet aan de Friezen is niet bekend.
De kern van het privilege zou geweest zijn dat die vrijheid, om zelf het recht in te vullen, aan de Friezen werd teruggegeven. De plichten die de Lex gaf, werden van plicht een voorrecht: de Fries kreeg de vrijheid om die rechten toe te passen, hij was niet langer gedwongen dat te doen.

## Betekenis
Hoewel er geen sprake was van formele privileges, kan worden vastgesteld dat de Friese Landen tot het begin van de zestiende eeuw een geheel eigen ontwikkeling doormaakten, waarbij feodaleiteit en leenwezen grotendeels ontbraken.